# Херуски
Херуски (на латински: Cherusci, германските учени смятат, че този етноним идва от думата hairu, която на древнотевтонски означава меч) са германско племе, живяло по двата бряга на средното течение на река Везер и нейните притоци и около Харц; границите на техните поселения са стигнали до река Елба.
В последните векове преди новата ера и първите векове след това, образуват племенните групи на древните германи, които населявали територията между реките Рейн и Елба. В тях се включили източните (готи, бургунди, вандали и др.), западните (свеби, хати, херуски, англи, сакси и др.) и северните (свиони и др.) племенни групи.
През I – II век германските племена започнали да образуват съюзи, на основата на които постепенно се образували племенни херцогства, който през 11 век влизат в състава на Франкската държава.
През 9 г. , недоволни от римското нашествие, херуските въстават под предводителството на Арминий и нанасят на римляните съкрушително поражение в Тевтобургската гора (Вестфалия). Там разгромяват три римски легиона и техния командир Квинтилий Вар.
Само след няколко години херуските са разгромени, а Арминий до 19 г. воюва срещу Рим, докато не е убит от роднини.
Вътрешни раздори и войни със съседни племена, водят до упадък херуските и след 21 г. част от тяхната територия е подчинена на хатите.